# Rusia la Concursul Muzical Eurovision Junior 2006
Rusia, în 2006, la Concursul Muzical Eurovision Junior, a fost reprezentată de Gemenele Tomachevy, obținând locul 1 cu 154 de puncte. 